# Hermandad de la Misión (Sevilla)
La Hermandad de la Misión, formalmente Archicofradía del Inmaculado Corazón de María, Hermandad Sacramental y Cofradía de Nazarenos del Santo Cristo de la Misión, Nuestra Señora del Amparo, San Juan Evangelista y San Antonio María Claret, es una cofradía católica de Sevilla, Andalucía, España. Procesiona el Viernes de Dolores por las calles del barrio de Heliópolis, donde se encuentra la iglesia parroquial de san Antonio María Claret, la cual es su sede canónica.
Es una hermandad de gloria, sacramental y de penitencia. Realiza una procesión de gloria con la Virgen del Inmaculado Corazón en junio, coincidiendo con la festividad litúrgica de su titular letífica.

## Historia

### Archicofradía y congregación claretiana
El 3 de diciembre de 1836 el sacerdote Charles-Éléonore Dufriche-Desgenettes, párroco en la Iglesia de Nuestra Señora de las Victorias (Notre Dame des Victoires) de París (Francia), tuvo la idea de consagrar la parroquia al Inmaculado Corazón de María para la conversión de los pecadores. El 11 de diciembre creó un grupo de fieles para la conversión de los pecadores bajo la protección del Inmaculado Corazón. Con esta base, fundó la Archicofradía del Inmaculado Corazón, que fue aprobada por el papa Gregorio XVI en 1838.
El 16 de julio de 1849 san Antonio María Claret fundó en Vich la Congregación de los Misioneros Hijos del Inmaculado Corazón de María (claretianos). La reina Isabel II le designó como confesor en 1857. En 1862 realizó un viaje con la reina por Andalucía y Murcia, donde aprovechó para predicar. En este viaje estuvo una semana en Sevilla y, además de dar sus sermones, se hizo hermano de la Santa Caridad, el 25 de septiembre, y de la Hermandad del Silencio, el 4 de octubre. Tras su canonización, fue el primer santo que había sido hermano de cofradías de la ciudad.

### Historia de la Hermandad de la Misión

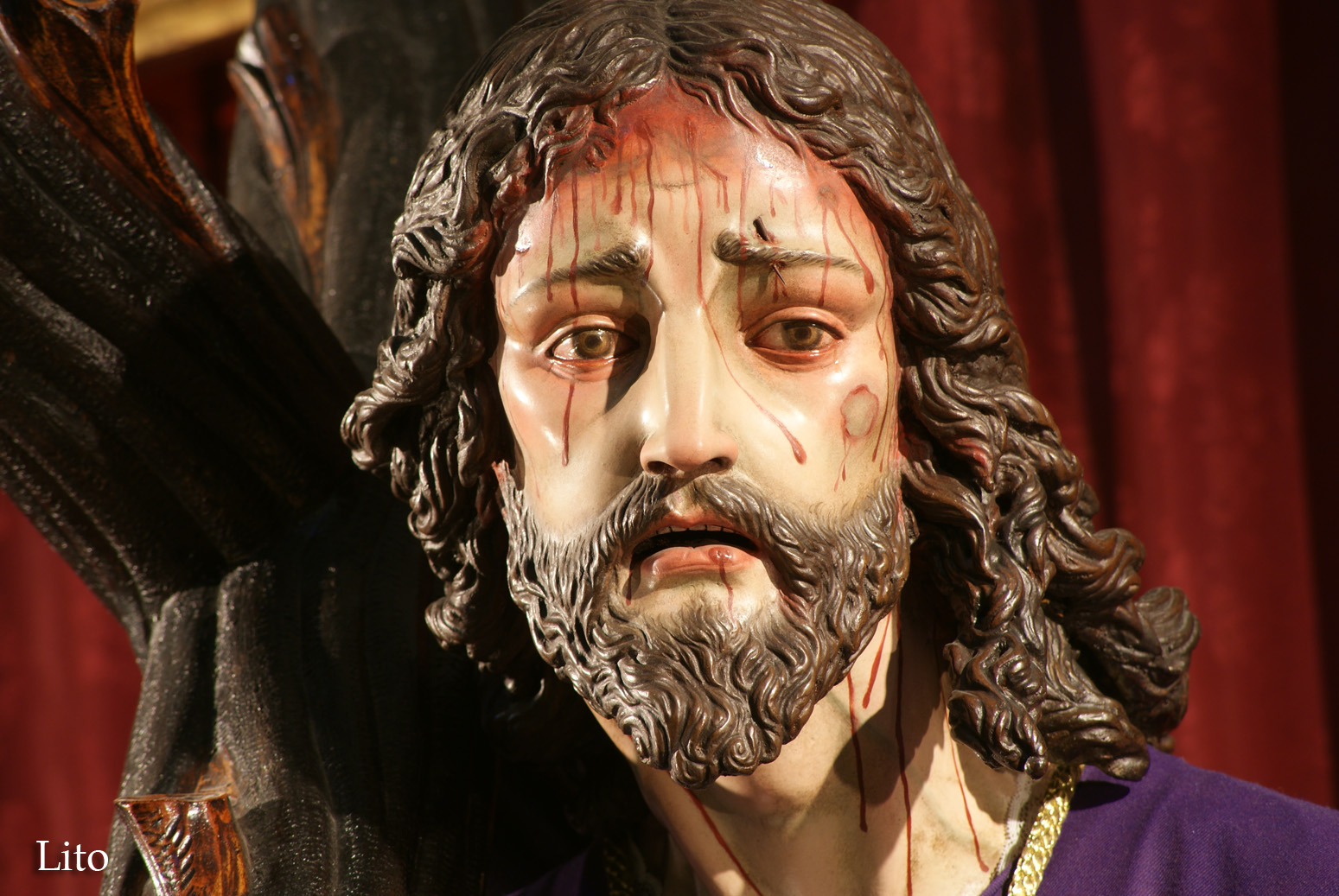
Jesús de la Misión.

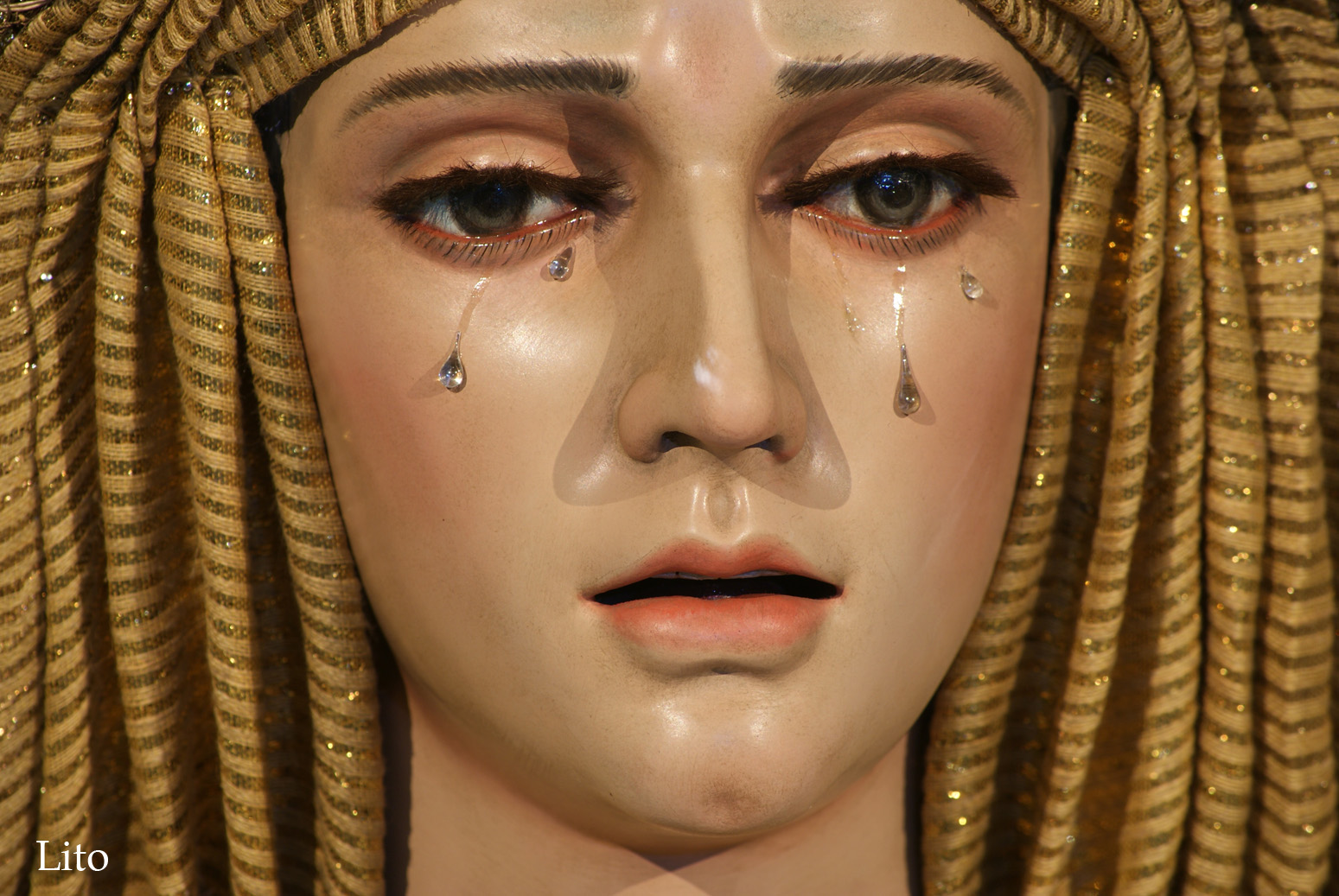
Virgen del Amparo.

En 1907 los claretianos e instalaron en Sevilla, en la calle Cantabria número 4. Llegaron a un acuerdo con la Hermandad del Santo Entierro para celebrar sus cultos en la iglesia de San Gregorio, en la calle Alfonso XII. En 1912 el arzobispo cardenal Enrique Almaraz y Santos les cedió la capilla de Santa María de Jesús, en la Puerta de Jerez, y trasladaron su sede a una casa adjunta, en la calle San Gregorio número 22.
El barrio de Heliópolis se edificó en los años 20 para servir de hoteles de la Exposición Iberoamericana de 1929. Posteriormente, estos tuvieron un uso residencial. En 1940 los claretianos pusieron una sede con capilla propia en el interior de un chalet del barrio, en el número 23 de la calle Amazonas. En 1943, el Instituto Nacional de la Vivienda comenzó la construcción un colegio con una iglesia, que en 1946 fue cedido a los claretianos. Estos dejaron la capilla de Santa María de Jesús y el chalet de barrio y se trasladaron a sus nuevas instalaciones en 1947. La iglesia de San Antonio María Claret fue finalizada en 1950.
La Hermandad de la Misión se fundó en 1948. Se agregó a la Archicofradía del Inmaculado Corazón de María parisina el 1 de marzo de 1949. Ese mismo año, sus estatutos fueron aprobados por el arzobispado.
Las posteriores procesiones se realizaron en andas portadas por los hermanos. Con la colaboración de Margarita Dujat des Allimes y Díez, duquesa de Almodóvar del Río, en el año 1951, se pudo estrenar un paso en metal plateado obra de los orfebres Manuel y Román Seco.
El 30 de diciembre de 1960, todas las archicofradías del Inmaculado Corazón de María quedaron vinculadas a la del mismo nombre radicada en la basílica que los misioneros claretianos poseen en la plaza Euclide de Roma (Italia).
En 1960 encargaron a Rafael Barbero Medina una talla de la Virgen en madera de ciprés, con características neobarrocas y ricos estofados en policromías en oro.
En febrero de 1983, de la mano de la Asociación de los Antiguos Alumnos Claretianos, llegó al Colegio Claret la imagen de la bella dolorosa Ntra. Sra. del Amparo, procedente del Convento de Santa Rosalía de Sevilla, donde recibía culto y, cedida por D. Gabriel Solís Carvajal, quedó alojada en una de las capillas interiores del Colegio Claret.
Muy rápidamente su presencia se hizo sentir entre los Alumnos. En torno a Ella se celebraron cultos y vía crucis externos por el Barrio en andas de traslados cedidas por diferentes Hermandades de Sevilla, hechos que se repiten durante más de tres años y perviven al día de hoy recogidos en las Reglas de la Hermandad. Aquella corriente de jóvenes cofrades comprometidos, fundamentalmente alumnos y antiguos alumnos del Colegio, se integrarían posteriormente en la Archicofradía, dotándola de nuevas fuerzas e ideas guiada por Misioneros Claretianos.
En el año 1984, se decide encargar por un grupo de jóvenes hermanos una imagen de nazareno al entonces estudiante de Bellas Artes, el imaginero D. José Manuel Bonilla Cornejo. Comenzando la misma con boceto previo de paso de “misterio” en un pequeño estudio-taller en la sevillana plaza de los Carros.
Con el Decreto Arzobispal de 25 de marzo de 1987, se añade a la Archicofradía del Inmaculado Corazón de María ya existente desde el año 1949, la faceta sacramental y se constituyó la Archicofradía del Inmaculado Corazón de María y Hermandad Sacramental del Santo Cristo de la Misión, Nuestra Señora del Amparo, San Juan Evangelista y San Antonio María Claret como asociación pública de fieles sujeta a la jurisdicción del arzobispado de Sevilla, con sede canónica en la parroquia de San Antonio María Claret.
El 3 de marzo de 1988, la talla del Santo Cristo de la Misión fue bendecida por el párroco Rvd. P. D. José Márquez Valdés. El 25 de marzo realizó su primera salida procesional por las calles del barrio en un vía crucis penitencial en el paso de la Virgen, adaptado con un monte de claveles. La cruz de salida, así como las de camarín, las realizó Juan Delgado Martín-Prat, ayudado por varios hermanos.

Con el devenir de los años, la Archicofradía crece, se consolida y madura, ve cumplidos sus objetivos el 22 de septiembre de 2007, con un Cabildo General Extraordinario donde se consensúan y aprueban las nuevas Reglas en las que se recogen la tercera faceta pretendida, la penitencial.
Examinadas las Reglas por las que en lo sucesivo ha de regirse la Archicofradía, el Excmo. y Rvmo. Sr. D. Carlos Amigo Vallejo, Cardenal Arzobispo de Sevilla, decreta la aprobación de las mismas y agrega el carácter penitencial, a los otros dos ya existentes de gloria y sacramental, con fecha del 25 de diciembre de 2007, Solemnidad de la Natividad del Señor, determinando que la denominación actual sea: "Archicofradía del Inmaculado Corazón de María, Hermandad Sacramental y Cofradía de Nazarenos del Santo Cristo de la Misión, Nuestra Señora del Amparo, San Juan Evangelista y San Antonio María Claret"  Las nuevas reglas se aprobaron el 25 de diciembre.
La hermandad procesiona con su único paso en la tarde-noche del Viernes de Dolores por las calles de su barrio. Desde el año 2022, visita el Hospital Virgen del Rocío.

## Galería

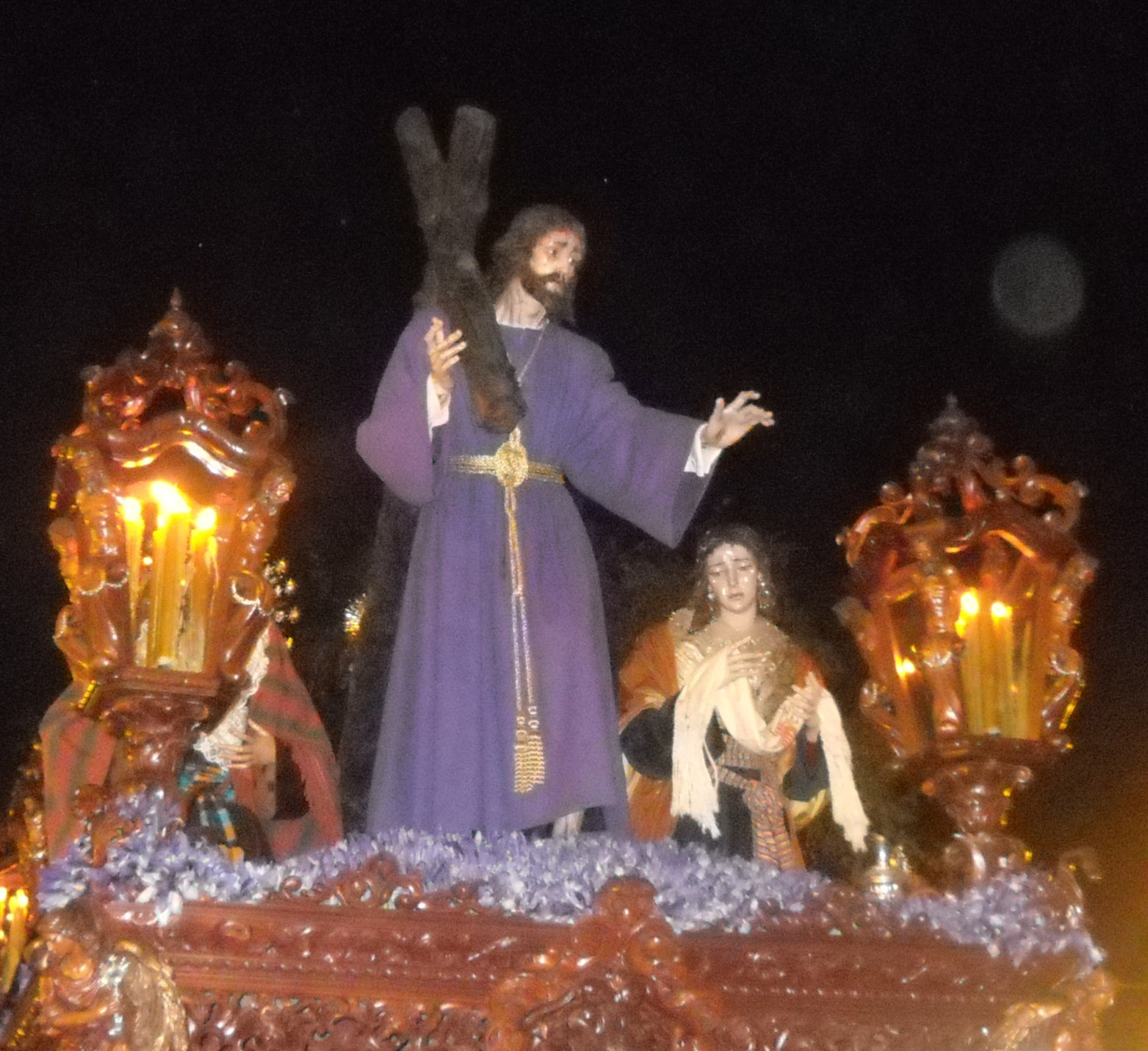
Único paso de esta hermandad.
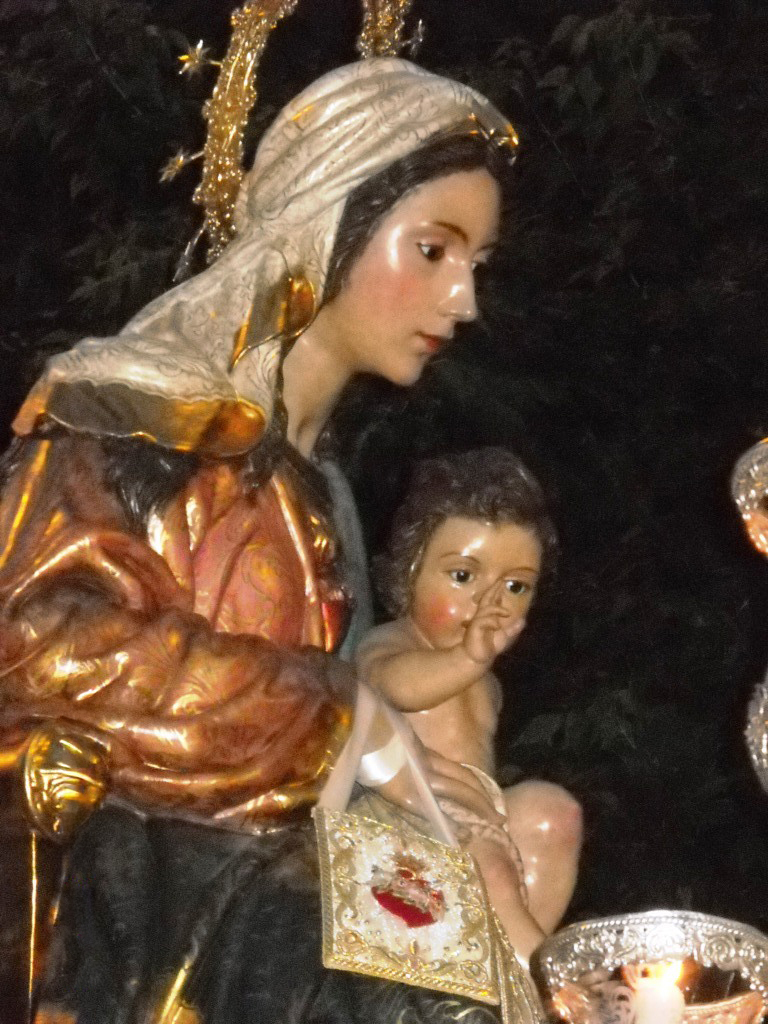
Inmaculado Corazón de María, titular de gloria de la hermandad, que procesiona en junio.

## Paso por la carrera oficial
Esta hermandad, tiene solicitado su incorporación a la nómina de hermandades que realizan su estación de penitencia a la Santa Iglesia Catedral de Sevilla, desde el año 2008. Además en sus reglas, aparece que su estación de penitencia se realizará a la SIC de Sevilla,  pero mientras que no cuenten con las autorizaciones pertinentes, la realizará por las calles de su barrio
| Predecesor: la Corona | Orden de entrada en la carrera oficial (Viernes de Dolores) 4º lugar | Sucesor: Bellavista |